# 松永美穂
松永 美穂（まつなが みほ、1958年 - ）は、日本のドイツ文学者、翻訳家。早稲田大学文学学術院文化構想学部教授。専攻はドイツ語圏の現代文学。

## 人物・来歴
愛知県生まれ。
1982年東京大学文学部ドイツ文学科卒業。同大学大学院修士課程修了。1987年東京大学大学院人文科学研究科博士課程単位取得満期退学。ドイツ学術交流会奨学生としてハンブルク大学に留学。東京大学工学部国際交流室助手。1988年フェリス女学院大学国際交流学部専任講師、1993年同大学助教授、1998年早稲田大学第一文学部助教授、1999年同大学教授。
2000年、翻訳したベルンハルト・シュリンク『朗読者』がベストセラーになり、第54回毎日出版文化賞特別賞受賞。
2015年より日本翻訳大賞選考委員。

## 著書
- 『ドイツ北方紀行』（NTT出版、気球の本） 1997
- 『誤解でございます』（清流出版） 2010
- 『世界中の翻訳者に愛される場所』（青土社） 2024

## 翻訳
- 『才女の運命 有名な男たちの陰で』（インゲ・シュテファン、あむすく） 1995
- 『夜の語り部』（ラフィク・シャミ、西村書店） 1996
- 『ひとりぼっちの欲望』（マルギット・ハーン、三修社、ドイツ文学セレクション） 1997
- 『頭のなかの性』（ユッタ・ハインリヒ、鳥影社・ロゴス企画） 2000
- 『アルネの遺品』（ジークフリート・レンツ、新潮社、新潮クレスト・ブックス） 2003
- 『誘惑。』（M・シュトレールヴィッツ、鳥影社・ロゴス企画部） 2004
- 『年老いた子どもの話』（ジェニー・エルペンベック、河出書房新社） 2004
- 『遺失物管理所』（ジークフリート・レンツ、新潮社、新潮クレスト・ブックス） 2005
- 『夏の家、その後』（ユーディット・ヘルマン、河出書房新社） 2005
- 『ジャングルの子 幻のファユ族と育った日々』（ザビーネ・キューグラー、河野桃子共訳、早川書房） 2006
- 『ワイキキ・ビーチ。』（マーレーネ・シュトレールヴィッツ、論創社） 2006
- 『車輪の下で』（ヘルマン・ヘッセ、光文社古典新訳文庫） 2007
- 『幽霊コレクター』（ユーディット・ヘルマン、河出書房新社） 2008
- 『第三帝国のオーケストラ ベルリン・フィルとナチスの影』（ミーシャ・アスター、佐藤英共訳 早川書房） 2009
- 『ふしぎな家族』（ペーター・シュタム、長崎出版） 2009
- 『マルカの長い旅』（ミリヤム・プレスラー、徳間書店） 2010
- 『木犀!・日本紀行』（セース・ノーテボーム、論創社） 2010
- 『黙祷の時間』（ジークフリート・レンツ、新潮社、新潮クレスト・ブックス） 2010
- 『母さんがこわれた夏』（マリャレーナ・レムケ、徳間書店） 2013
- 『マグノリアの眠り』（エヴァ・バロンスキー、岩波書店） 2013
- 『ヨハンナの電車のたび』（カトリーン・シェーラー、西村書店 東京出版編集部） 2014
- 『マルテの手記』（リルケ、光文社古典新訳文庫） 2014
- 『アルプスの少女ハイジ』（ヨハンナ・シュピリ、編訳、柚希きひろ絵、学研） 2015
  - 『アルプスの少女ハイジ』（ヨハンナ・シュピリ、角川文庫） 2021
- 『ヴォルテール、ただいま参上!』（ハンス＝ヨアヒム・シェートリヒ、新潮社） 2015
- 『三十歳』（インゲボルク・バッハマン、岩波文庫） 2016
- 『誰もいないホテルで』（ペーター・シュタム、新潮社） 2016
- 『キツネとねがいごと』（カトリーン・シェーラー、西村書店） 2017
- 『儀式』（セース・ノーテボーム、論創社） 2017
- 『ナミコとささやき声』（アンドレアス・セシェ、西村書店） 2017
- 『わたしの信仰 キリスト者として行動する』（アンゲラ・メルケル, フォルカー・レージング編、新教出版社） 2018
- 『たいこたたきの少年』（バーナデット・ワッツ文と絵、西村書店・東京出版編集部） 2018
- 『ぼくの兄の場合』（ウーヴェ・ティム、白水社、エクス・リブリス） 2018
- 『言葉の色彩と魔法』（ラフィク・シャミ、ロート・レープ絵、西村書店・東京出版編集部） 2019
- 『才女の運命 男たちの名声の陰で』（インゲ・シュテファン、フィルムアート社） 2020
- 『みずうみ / 人形使いのポーレ』（シュトルム、光文社古典新訳文庫） 2020
- 『人形つかいマリオのお話』（ラフィク・シャミ、たなか鮎子絵、徳間書店） 2020
- 『ナチ・ドイツ最後の8日間』（フォルカー・ウルリヒ、すばる舎） 2022

### ゼバスティアン・メッシェンモーザー
- 『リスとお月さま』（ゼバスティアン・メッシェンモーザー、コンセル） 2007
- 『リスとはじめての雪』（ゼバスティアン・メッシェンモーザー、コンセル） 2008
- 『リスとはるの森』（ゼバスティアン・メッシェンモーザー、コンセル） 2010
- 『リスと青い星からのおきゃくさん』（ゼバスティアン・メッシェンモーザー、コンセル） 2012

### ベルンハルト・シュリンク
- 『朗読者』（ベルンハルト・シュリンク、新潮社、新潮クレスト・ブックス） 2000、のち文庫
- 『逃げてゆく愛』（ベルンハルト・シュリンク、新潮社、新潮クレスト・ブックス） 2001、のち文庫
- 『帰郷者』（ベルンハルト・シュリンク、新潮社、新潮クレスト・ブックス） 2008
- 『週末』（ベルンハルト・シュリンク、新潮社） 2011
- 『夏の噓』（ベルンハルト・シュリンク、新潮社） 2013
- 『階段を下りる女』（ベルンハルト・シュリンク、新潮社） 2017
- 『オルガ』（ベルンハルト・シュリンク、新潮社、新潮クレスト・ブックス） 2020